# Rivière Gauthier (rivière Saguenay)
Pour les articles homonymes, voir Gauthier.
La rivière Gauthier est un affluent de la rivière Saguenay, coulant dans le territoire de la ville de Saguenay (secteur La Baie), dans la région administrative du Saguenay–Lac-Saint-Jean, dans la province de Québec, au Canada.
Cette petite vallée est desservie par le chemin du Lac-des-Maltais, le chemin Saint-Isidore (Laterrière), la route 170, le chemin Saint-Roch, l’autoroute 70, le chemin du Plateau Nord, le boulevard Saint-Jean-Baptiste, le chemin du rang Saint-Joseph et le chemin du rang Saint-Martin, pour les besoins l’agriculture, la foresterie, des activités récréotouristiques et des résidents de cette zone.
La foresterie constitue la principale activité économique de cette vallée ; les activités récréotouristiques, en second.
La surface de la rivière Gauthier est habituellement gelée du début de décembre à la fin mars, toutefois la circulation sécuritaire sur la glace se fait généralement de la mi-décembre à la mi-mars.

## Géographie
Les principaux bassins versants voisins de rivière Gauthier sont :
- côté nord : rivière Saguenay ;
- côté est : rivière Saguenay, ruisseau Saint-Martin, ruisseau Bouchard, ruisseau Morin, ruisseau Maltais, ruisseau Léo-Jean, ruisseau Tremblay, rivière à Benjamin, ruisseau Paradis, baie des Ha! Ha!, rivière à Mars, rivière Ha! Ha! ;
- côté sud : rivière de la Frenière, la Grosse Décharge , rivière du Moulin.
- côté ouest : rivière du Moulin, rivière aux Rats, rivière Chicoutimi.

La rivière Gauthier prend sa source à l’embouchure du lac des Maltais (longueur : 1,2 km ; altitude : 182 m) en zone agricole. Cette source est située à :
- 2,3 km au sud-est du centre du hameau Malherbe ;
- 4,8 km au sud-ouest d’une coude de la rivière à Mars ;
- 6,8 km au sud-ouest de l’aérogare de l’aéroport de Bagotville ;
- 11,8 km au sud-ouest
- 14,1 km au sud-est du centre-ville de Saguenay ;
- 14,1 km au sud-ouest de la confluence de la rivière à Mars et de la baie des Ha! Ha![2]

À partir de sa source, la rivière Gauthier coule sur 23,5 km avec une dénivellation de 178 m surtout en zone agricole, selon les segments suivants :
- 2,0 km vers le nord en coupant le chemin du Lac-des-Maltais ainsi que le chemin de fer à mi-segment, et en formant une courbe vers l’ouest, ainsi qu’en traversant le lac Roger-Pedneault (longueur : 0,3 km ; altitude : 152 m). Note : ce plan d’eau reçoit du sud-est la décharge de la rivière de la Frenière ;
- 4,6 km vers le nord en passant à l’ouest de l’aéroport de Bagotville, en coupant le chemin Saint-Isidore (Laterrière) (sens nord-sud) et en courbant vers l’ouest, jusqu’à la route 170 ;
- 3,4 km vers le nord-est en coupant l’autoroute 70, jusqu’au chemin ferroviaire (sens est-ouest) que la rivière coupe à 0,2 km du chemin du Plateau Nord, du côté nord-ouest du centre du village de Saint-Louis-de-Bagot ;
- 4,7 km vers le nord en formant une courbe vers l’est en début de segment, jusqu’à la route 372 (boulevard Saint-Jean-Baptiste) que le courant coupe à l’est d’un village ;
- 2,5 km vers le nord-ouest en serpentant jusqu’au ruisseau des Crères (venant du sud-ouest) ;
- 2,8 km en serpentant vers le nord-ouest, puis le nord, jusqu’à un pont du chemin du rang Saint-Joseph ;
- 1,0 km vers le nord-est, jusqu'à la décharge du ruisseau Paradis (venant du sud-est) ;
- 2,3 km vers le nord en formant quelques serpentins en milieu de segment, puis en en courbant vers le nord-est jusqu'au pont du chemin du rang Saint-Martin ;
- 0,24 km vers le nord-est, jusqu'à son embouchure[2].

La rivière Gauthier se déverse au fond d’une petite baie de 0,14 km sur la rive sud de la rivière Saguenay (battures aux Loups Marins), dans le secteur de La Baie, soit du côté ouest de la Pointe à Gonie. Cette confluence est située à :
- 2,6 km de la rive nord de la rivière Saguenay (à une hauteur entre la rivière à la Loutre et la rivière aux Outardes) ;
- 8,1 km au nord-est du centre-ville de Saguenay ;
- 11,0 km au nord de l’aérogare de l’aéroport de Bagotville ;
- 12,2 km au nord-ouest de la confluence de la rivière à Mars et de la baie des Ha! Ha!
- 14,8 km au nord-ouest de l’embouchure de la rivière Ha! Ha![2]

À partir de la confluence de la rivière Gauthier avec la rivière Saguenay, le courant suit le cours de la rivière Saguenay sur 119,4 km vers l’est jusqu’à Tadoussac où il conflue avec l’estuaire du Saint-Laurent.

## Toponymie
Le terme « Gauthier » constitue un patronyme de famille d’origine française.
Le toponyme rivière Gauthier a été officialisé le 5 décembre 1968 à la Banque des noms de lieux de la Commission de toponymie du Québec.